# Vjacseszlav Ar-Szergi
Vjacseszlav Ar-Szergi (udmurtul Вячеслав Ар-Серги) (Vylj Kazmasz, 1962. április 5. –) udmurt író, költő, műfordító, újságíró. Az Oroszországi Írók Szövetségének tagja. Az Udmurt Köztársaság Nemzeti Írója (2003).

## Élete
Vjacseszlav Vitaljevics Szergejev (Вячеслав Витальевич Сергеев) néven született 1962. április 5-én Vylj Kazmasz (udmurtul Выль Казмас, oroszul Новая Казмаска) faluban, Zavjalovói járásban. Az Udmurt Állami Egyetemen tanult, majd Moszkvában az Írók Intézetében.

## Munkássága
Ar-Szergi már vagy 30 könyvet írt különböző műfajokban. Az ő forgatókönyvéből készült el az első udmurt nyelvű film, az Alangaszar árnyéka («Алангасарлэн вужерез») 1994-ben. Könyveit eddig Oroszországban, Magyarországon, Finnországban, Svédországban, Észtországban és Csehországban adták ki. Ő maga udmurtul és oroszul ír. Gyakran ír vezető moszkvai lapokba is. Ő segédkezett a Dunának hullámai a Káma partján (Дунай тулкымъёс – Кам ярдурын, 1997) című kötet elkészültében, amelyben magyar versek szerepelnek udmurt nyelven.

## Művei

### Magyarul
- Lepkelelkek; ford. Kozmács István; BDF Uralisztikai Tanszék, Szombathely, 2005 (Minoritates mundi. Literatura)

### Oroszul vagy udmurtul
- 1986 – Вечерние голоса – (oroszul)
- 1988 – Лыдъя, лыдъя кикые – (udmurtul)
- 1992 – Душепси – (udmurtul) ISBN 5-7659-0229-4
- 1997 – Таяз ярдурын – (udmurtul)
- 1998 – Сквозь очищающий огонь – (oroszul)

## Fordítás
- Ez a szócikk részben vagy egészben  a(z)   Ар-Серги, Вячеслав című udmurt Wikipédia-szócikk ezen változatának fordításán alapul.  Az eredeti cikk szerkesztőit annak laptörténete sorolja fel. Ez a jelzés csupán a megfogalmazás eredetét és a szerzői jogokat jelzi, nem szolgál a cikkben szereplő információk forrásmegjelöléseként.